# Gil Imaná

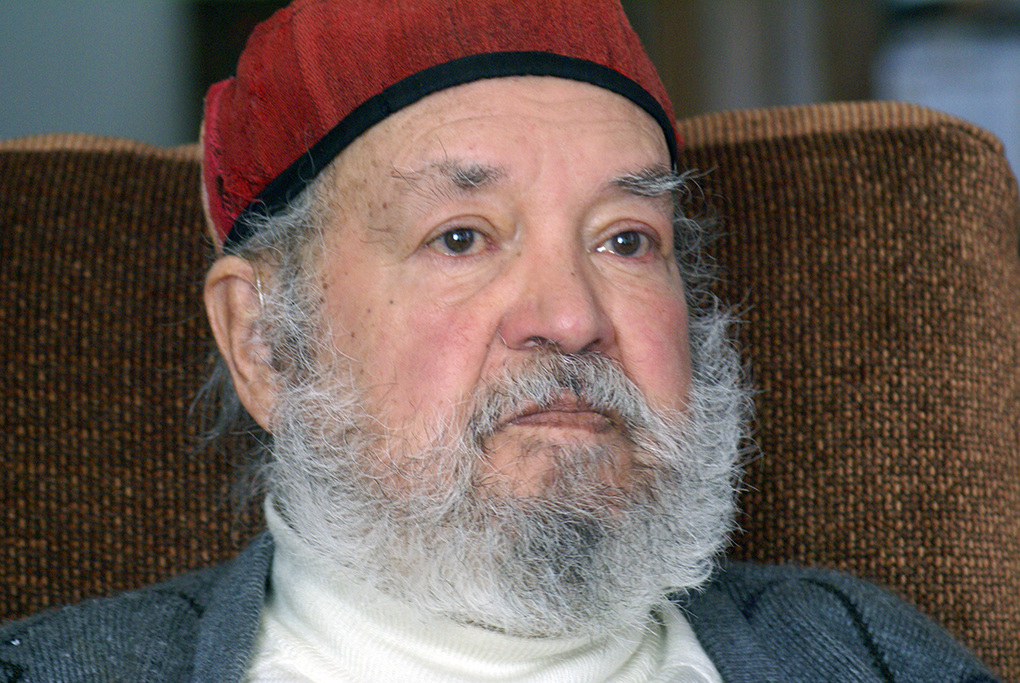
Gil Imaná Garrón

Gil Imaná Garrón (Sucre; 16 de julio de 1933 - La Paz; 28 de enero de 2021) fue un pintor muralista boliviano y el primer pintor latinoamericano que tuvo una exposición individual en el Museo del Hermitage de San Petersburgo, en Rusia en 1971.
Fue el primer pintor boliviano cuya obra fue vendida en las famosas casas de subastas Christie's y Sotheby's. En el año 2014 recibió la más alta distinción que otorga el Estado Plurinacional de Bolivia, la Orden del Cóndor de los Andes en el grado de Caballero.
La obra de Gil Imaná se caracteriza por una notable riqueza técnica, discursiva y conceptual. Su producción artística, amplia y compleja, ofrece múltiples niveles de interpretación, lo que ha llevado a que muchas de sus piezas sean objeto de análisis detallados en busca de sus diversos significados, tanto literales como simbólicos.

## Vida
Nació el 16 de julio de 1933 en la ciudad de Sucre, donde estudió pintura con el maestro Juan Rimsa e hizo su primera exposición el año 1949, a sus dieciséis años.
Fundó el Grupo Anteo, en 1950 junto a Walter Solón, Lorgio Vaca y su hermano Jorge Imaná.
Fue profesor de la Escuela Superior de Bellas Artes en La Paz y también de la Escuela de Artes Plásticas de la Universidad de los Andes en Venezuela. Director de la Escuela de Artes Plásticas de Sucre, presidente de la Asociación Boliviana de Artistas Plásticos. Fue vocal de pintura del Consejo Nacional del Arte, vocal de pintura del Consejo Asesor del Ministerio de Educación, presidente de la Asociación Boliviana de Artistas Plásticos, vicepresidente regional del VI Congreso Internacional de Artistas Plásticos 1969 - UNESCO, Ámsterdam Holanda y presidente de la Fundación Núñez del Prado, La Paz.

## Exposiciones
En 1971 hizo una exposición en la galería Jacques Massol con un elevado reconocimiento y la galería publicó un libro sobre su trabajo. 
Gil Imaná organizó la exposición de arte boliviano en el Museo de Arte Moderno de París.
En 1977 tuvo una exposición individual en el Palacio de Bellas Artes de la Ciudad de México.
El artista representó a Bolivia en el Museo de Arte Moderno de París, Francia; en la Galería Nacional de Arte de Washington y en el  Museo de Arte de Quito en Ecuador.
En septiembre del 2016, después de sesenta y siete años de vida artística, realizó su centésima exposición individual en "Artespacio CAF".
Imaná realizó más cien exposiciones individuales y doscientas exposiciones colectivas, ha participado en bienales como las de Sao Paulo, México, Lima, Quito, Cuenca, Córdoba, Montevideo, Maracaibo, Miami y Venecia.

## Legado
En abril del año 2017, Gil Imaná donó todo su patrimonio a la Fundación Cultural del Banco Central de Bolivia (FCBCB),  patrimonio que incluye un inmueble ubicado en el barrio de Sopocachi de la ciudad de La Paz (calle Aspiazu y 20 de Octubre) y varias colecciones que suman aproximadamente seis mil piezas. Una mitad corresponde a la obra en cerámica, escultura y pintura de Inés Córdova, su esposa, y del propio Gil Imaná; y la otra, pertenece a colecciones de pintura contemporánea de creadores bolivianos y latinoamericanos, objetos coloniales, cerámicas y tejidos andinos prehispánicos.
Junto a Inés Córdova, han creado importantes obras murales. Es considerado una figura destacada de la pintura contemporánea boliviana, cuya obra ha contribuido significativamente a la proyección del arte boliviano en el ámbito internacional, siendo exhibida en importantes salas y espacios culturales alrededor del mundo.
Su casa-taller en La Paz fue declarada patrimonio cultural de la ciudad, y en Sucre, mediante ley municipal, todos sus murales han sido declarados patrimonio histórico de Bolivia.
Gil Imaná falleció el 28 de enero de 2021 en la ciudad de La Paz,  donde residía. Tenía ochenta y siete años.

## Murales
- 1955: “Historia de la telefonía” Sucre
- 1957: “Marcha al futuro” Sucre
- 1965: “Obra civil” del Mariscal Andrés de Santa Cruz, La Paz
- 1965: “Tierra y vida, Técnica y espacio y Marcha de los universitarios”, La Paz
- 1981: “Tránsito en el tiempo” La Paz
- 1982: “Fiesta de la salud” La Paz

## Premios y distinciones
- 1961: Primer Premio del X Salón de la ‘Revolución Nacional’ La Paz
- 1961: Primer Premio en pintura del Salón Murillo por su obra ‘Paisaje de La Paz’
- 1973: Primer Premio en grabado del Salón Murillo. La Paz
- 1985: Primer Premio de grabado Salón Pedro Domingo Murillo y medalla de oro en mérito a toda su obra artística.
- 1994: Premio de Cultura de la Fundación ‘Manuel Vicente Ballivián’
- 1994: “Caballero de la Orden de Artes y letras del Gobierno de Francia”.
- 2002: Nominado por la Cruz Roja Internacional como ‘Artista por la Humanidad’ Argentina
- 2004:  Premio a la Obra de vida por la Alcaldía de La Paz
- 2004: Premio Nacional de Cultura por el Estado Boliviano
- Medalla al mérito, Pablo Neruda, Ministerio de Cultura de Chile.
- 2014: Orden del Cóndor de los Andes en el grado de Caballero.[5]

## Entrevista a Gil Imaná Garrón del 7 de mayo de 2016

Gil Imaná Garrón durante la entrevista del sábado 7 de mayo del año 2016.
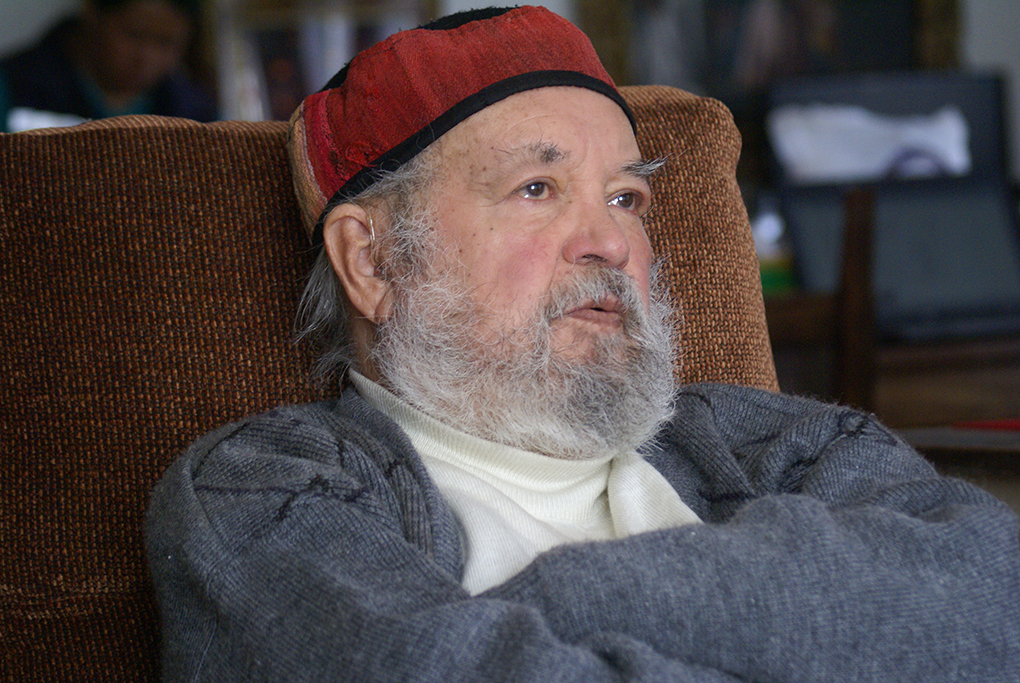
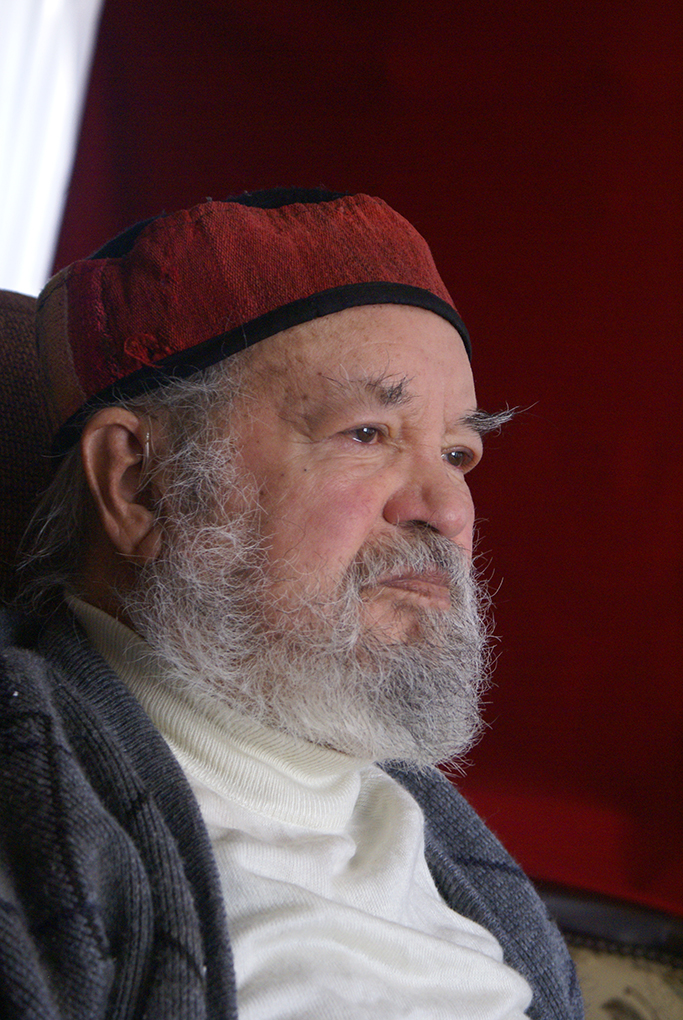
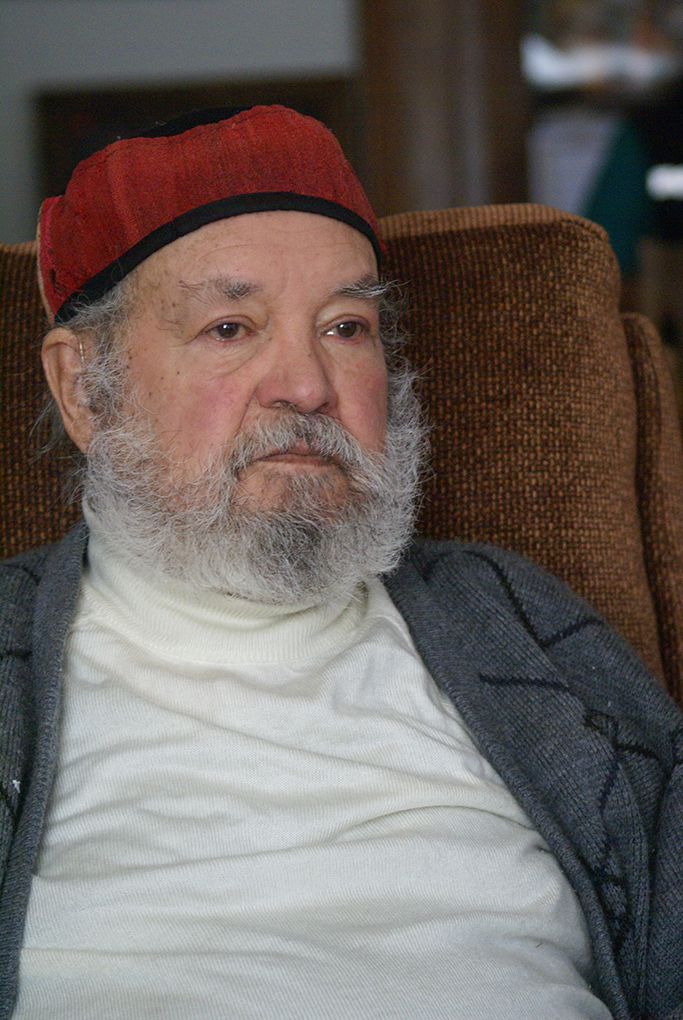